# Operazione maggiordomo
Operazione maggiordomo (Le majordome) è un film del 1965 diretto da Jean Delannoy.